# One Long Year
One Long Year è il diciassettesimo album in studio del musicista statunitense Todd Rundgren, pubblicato nel 2000.

## Tracce
Testi e musiche di Todd Rundgren.
1. I Hate My Frickin' I.S.P. - 3:47
2. Buffalo Grass - 4:32
3. Jerk - 4:40
4. Bang on the Ukulele Daily (live) - 3:05
5. Where Does the Time Go? - 4:48
6. Love of the Common Man - 3:28
7. Mary and the Holy Ghost - 4:22
8. Yer Fast (And I Like It) - 3:15
9. Hit Me Like a Train - 5:02
10. The Surf Talks - 5:49